# Будинок торгових рядів (Оріхів)
Будинок торгових рядів — пам'ятка архітектури місцевого значення (охоронний № 4321-Зп), в  якому з 2013 року знаходився комунальний заклад «Центр культури і дозвілля» Оріхівської міської ради.

## Історія будинку
Наприкінці ХІХ століття оріхівський купець Парфьонов у північній частині Базарної площі міста побудував власним коштом критий торговельний пасаж, за яким закріпилась назва «Торгові ряди». Пасаж мав два виходи: у бік Свято-Покровського храму та базарної площі.
Класичний стиль будівлі із пластичним декором фасадів був прикладом архітектури пізнього історизму.
З 1923 року у будинку працювала культурно-освітня установа Оріхівський вітальний будинок. Пізніше — комунальний заклад «Центр культури і дозвілля» Оріхівської міської ради. У закладі діяли 20 клубних формувань (у тому числі 11 дитячих), проводились різноманітні заходи.
Задля збереження та реставрації історичної пам'ятки, у 2016 році Київським науково-дослідним інститутом пам'яткоохоронних досліджень було здійснено обстеження будинку, складено необхідну документацію.

## Руйнування
19 серпня 2023 року через влучання російської ракети у будинку була зруйнована стеля, виникло загоряння, пошкоджено комунальне майно.

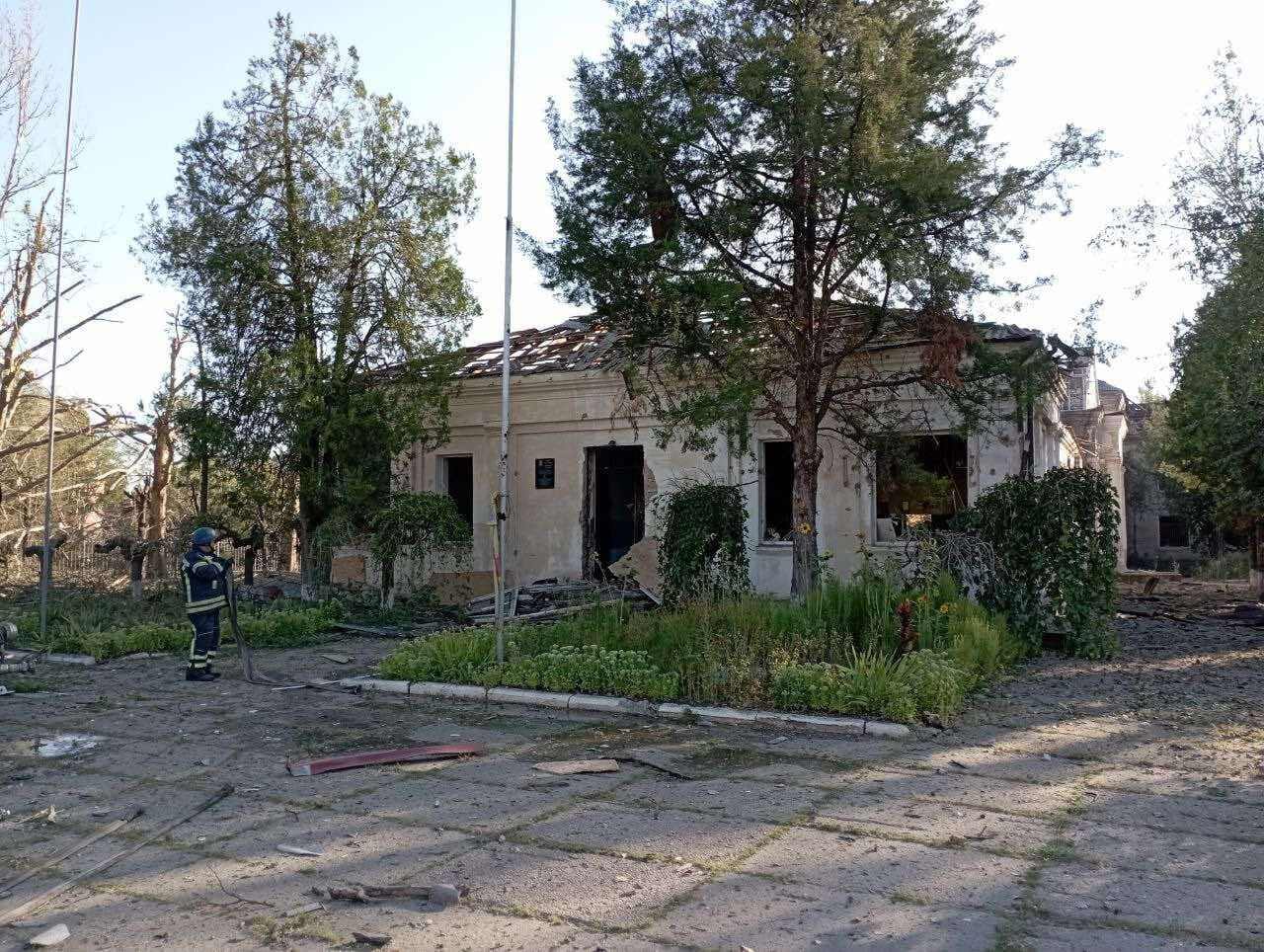
Загальний вид після обстрілів
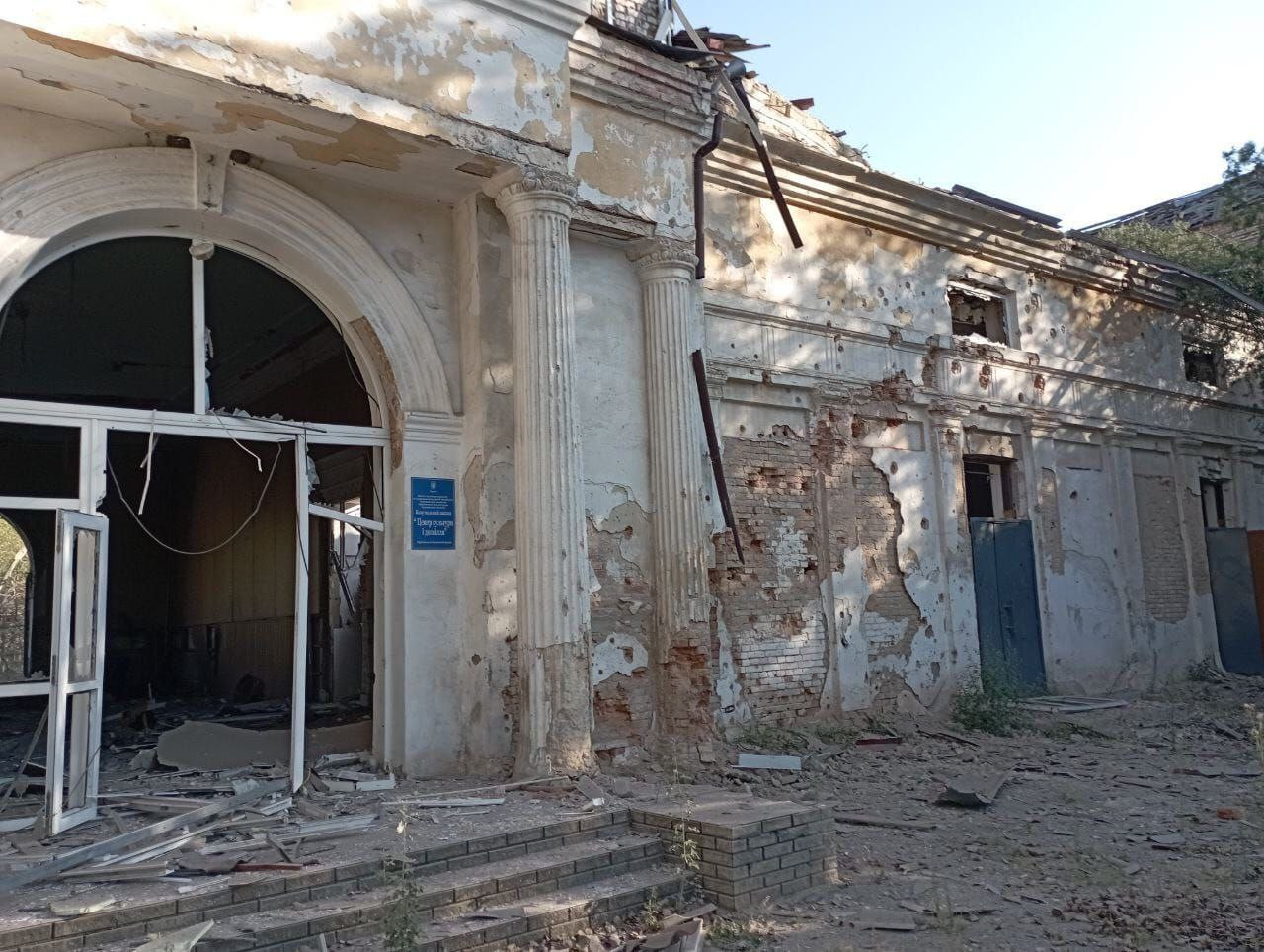
Головний вхід
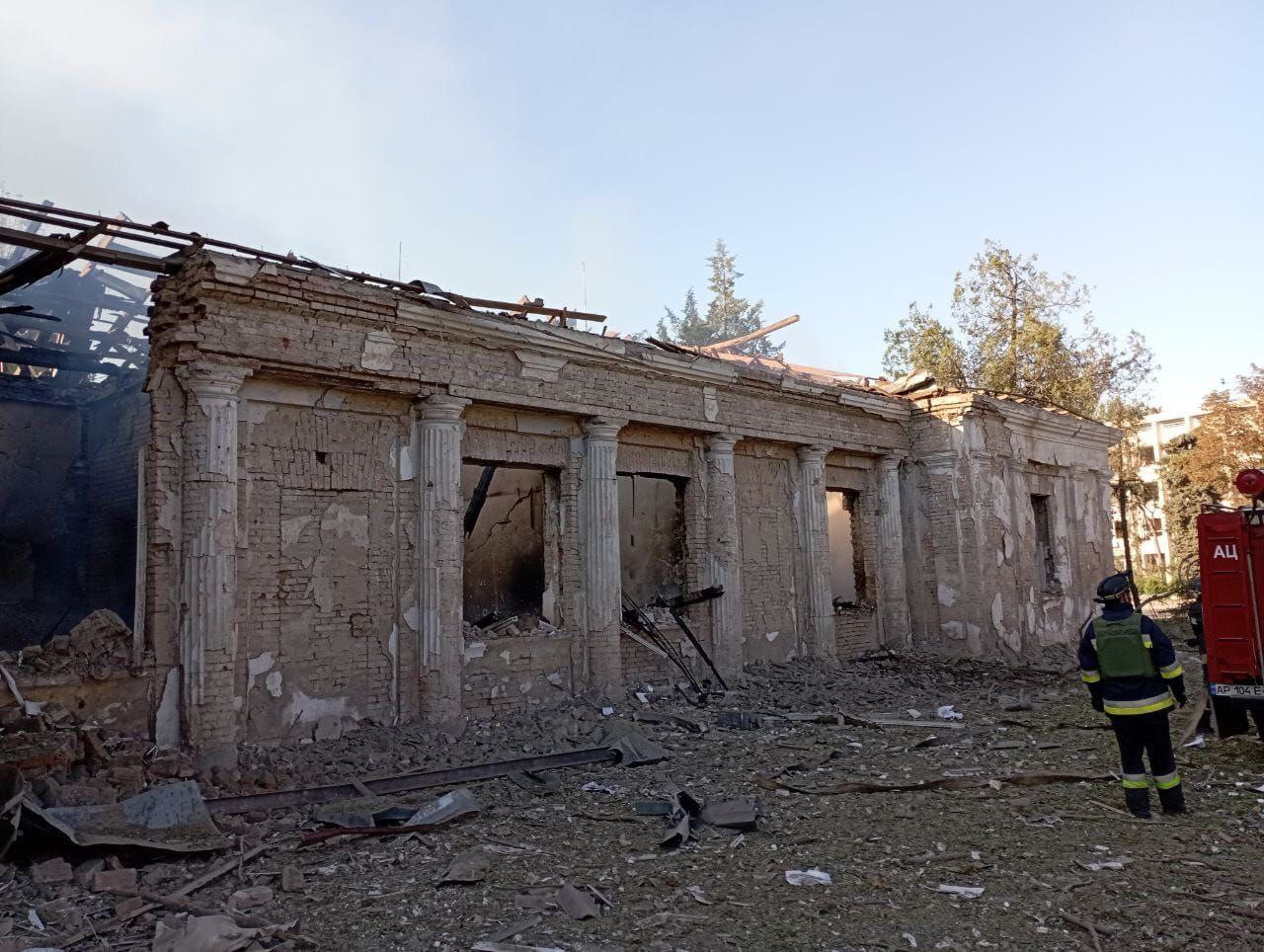
Фасад
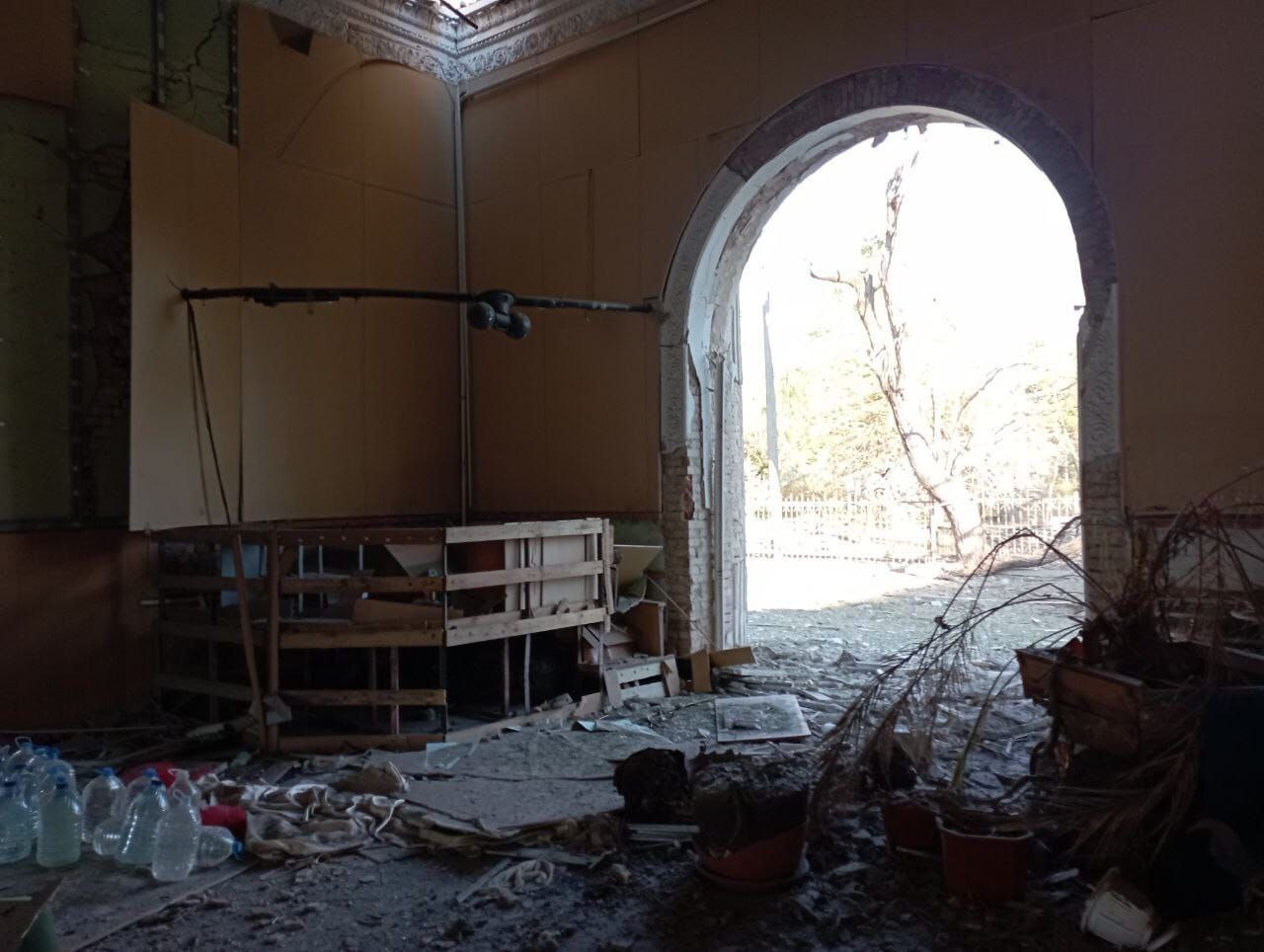
Усередині
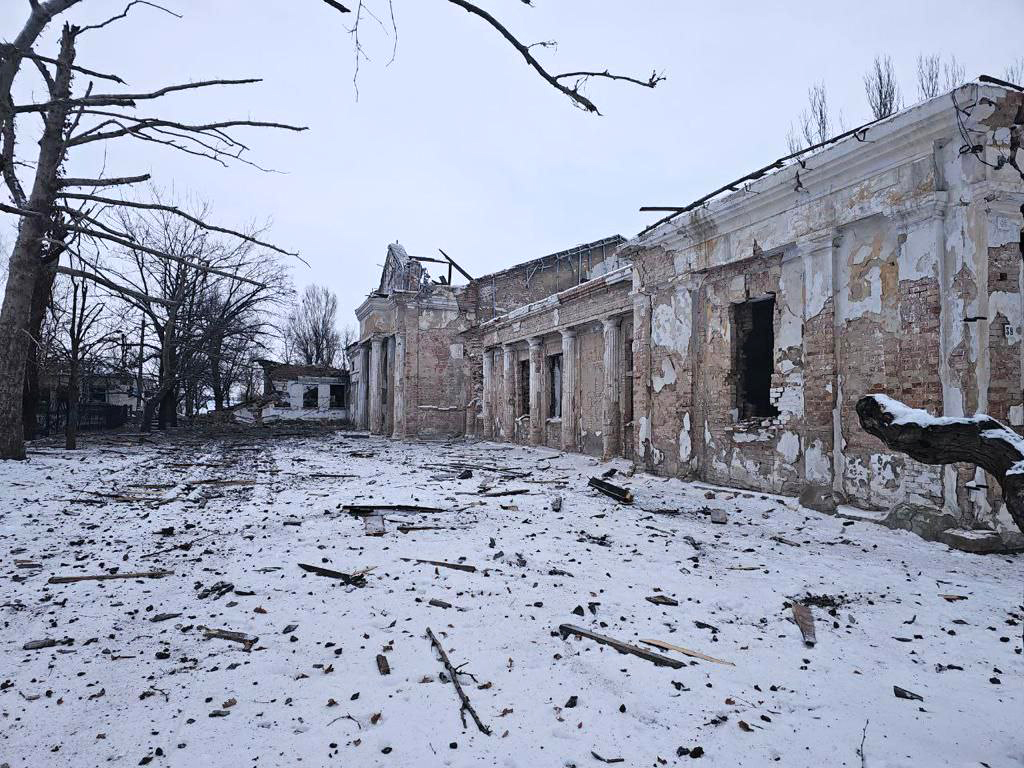
Вид після обстрілів у січні 2024 року